# Désirée McGraw
Désirée McGraw, née en 1969 à Montréal, est une conseillère politique, enseignante et femme politique québécoise élue à l'Assemblée nationale du Québec lors de l'élection générale québécoise de 2022. Elle représente la circonscription de Notre-Dame-de-Grâce en tant que membre du Parti libéral du Québec.

## Biographie
D'origine étatsunienne, Désirée McGraw est cofondatrice du Projet de la réalité climatique d'Al Gore au Canada.
En 2002, elle devient chargée de cours en développement international à l'Université McGill, et de 2003 à 2006, elle est conseillère politique principale auprès du gouvernement de Paul Martin en matière de coopération internationale.
En 2010, elle nommée « Young Global Leader » par le Forum économique mondial. Elle est présidente directrice-générale (PDG) de l’organisme Aqua Forum, qui vise à mobiliser la jeunesse dans le développement de solutions innovantes pour répondre aux problèmes d’eau douce au Canada.
Elle est PDG de la Fondation Jeanne Sauvé à Montréal de 2008 à 2015. En 2015, elle est nommée rectrice du Pearson College UWC (en), et devient la première femme à diriger cette institution, poste qu'elle occupe jusqu'en 2019.

## Engagement politique
Fin 2014, elle envisage d'être candidate pour le Parti libéral du Canada dans Ville-Marie.
En avril 2022, elle est investie comme candidate du Parti libéral du Québec dans Notre-Dame-de-Grâce, fief montréalais du parti. Lors des élections générales provinciales en octobre suivant, elle est élue députée à l'Assemblée nationale du Québec.
En mai 2023, elle indique avoir ré-adhéré au Parti libéral du Canada pour la première fois depuis 2015 pour appuyer Anna Gainey comme candidate dans Notre-Dame-de-Grâce—Westmount lors d'une élection fédérale partielle,

### Résultats électoraux
|                                                                                               | Nom                 | Parti                    | Nombre de voix | %      | Maj.  |
| --------------------------------------------------------------------------------------------- | ------------------- | ------------------------ | -------------- | ------ | ----- |
|                                                                                               | Désirée McGraw      | Libéral                  | 12 918         | 50,5 % | 8 951 |
|                                                                                               | Élisabeth Labelle   | Québec solidaire         | 3 967          | 15,5 % | -     |
|                                                                                               | Roy Eappen          | Conservateur             | 2 087          | 8,2 %  | -     |
|                                                                                               | Geneviève Lemay     | Coalition avenir         | 1 877          | 7,3 %  | -     |
|                                                                                               | Balarama Holness    | Bloc Montréal            | 1 701          | 6,6 %  | -     |
|                                                                                               | Cloé Rose Jenneau   | Parti québécois          | 1 302          | 5,1 %  | -     |
|                                                                                               | Alex Tyrrell        | Vert                     | 956            | 3,7 %  | -     |
|                                                                                               | Constantine Eliadis | Parti canadien du Québec | 723            | 2,8 %  | -     |
|                                                                                               | Rachel Hoffman      | Marxiste-léniniste       | 71             | 0,3 %  | -     |
| Total                                                                                         | Total               | Total                    | 25 602         | 100 %  |       |
| Le taux de participation lors de l'élection était de 55,8 % et 332 bulletins ont été rejetés. |                     |                          |                |        |       |